# Triple saut masculin aux Jeux olympiques d'été de 1936
Pour un article plus général, voir Athlétisme aux Jeux olympiques d'été de 1936.
Navigation
Los Angeles 1932 Londres 1948
L'épreuve du triple saut masculin aux Jeux olympiques de 1936 s'est déroulée le 6 août 1936 au Stade olympique de Berlin, en Allemagne.  Elle est remportée par le Japonais Naoto Tajima.

## Résultats

### Finale
| Rang               | Athlète             | Pays        | Essais | Essais | Essais | Essais | Essais | Essais | Marque | Note |
| Rang               | Athlète             | Pays        | 1      | 2      | 3      | 4      | 5      | 6      | Marque | Note |
| ------------------ | ------------------- | ----------- | ------ | ------ | ------ | ------ | ------ | ------ | ------ | ---- |
| Médaille d'or      | Naoto Tajima        | Japon       | 15.76  | x      | 15.44  | 16.00  | 15.65  | x      | 16.00  | WR   |
| Médaille d'argent  | Masao Harada        | Japon       | 15.39  | 15.45  | 15.42  | 15.50  | 15.27  | 15.66  | 15.66  |      |
| Médaille de bronze | Jack Metcalfe       | Australie   | 15.50  | x      | 14.67  | 14.83  | x      | 15.20  | 15.50  |      |
| 4                  | Heinz Wöllner       | Allemagne   | 15.27  | x      | x      | 14.53  | x      | 14.23  | 15.27  |      |
| 5                  | Rolland Romero      | États-Unis  | 14.68  | x      | 14.90  | x      | 15.08  | 15.04  | 15.08  |      |
| 6                  | Kenkichi Oshima     | Japon       | 15.07  | x      | x      | x      | x      | x      | 15.07  |      |
| 7                  | Erich Joch          | Allemagne   | 14.88  | 14.54  | 14.88  |        |        |        | 14.88  |      |
| 8                  | Dudley Wilkins      | États-Unis  | 14.83  | x      | 14.83  |        |        |        | 14.83  |      |
| 9                  | Olavi Suomela       | Finlande    | 13.98  | 14.72  | 14.53  |        |        |        | 14.72  |      |
| 10                 | Luz Long            | Allemagne   | 14.31  | 14.62  | x      |        |        |        | 14.62  |      |
| 11                 | Edward Luckhaus     | Pologne     | 14.61  | 14.13  | 13.88  |        |        |        | 14.61  |      |
| 12                 | Lajos Somló         | Hongrie     | x      | 14.12  | 14.60  |        |        |        | 14.60  |      |
| 13                 | Onni Rajasaari      | Finlande    | 14.16  | x      | 14.59  |        |        |        | 14.59  |      |
| 14                 | Eugen Haugland      | Norvège     | x      | 14.56  | 14.43  |        |        |        | 14.56  |      |
| 15                 | Marten Klasema      | Pays-Bas    | x      | 14.43  | 14.55  |        |        |        | 14.55  |      |
| 16                 | Basil Dickinson     | Australie   | 14.48  | 14.18  | x      |        |        |        | 14.48  |      |
| 17                 | Billy Brown         | États-Unis  | 14.20  | 14.08  | 14.36  |        |        |        | 14.36  |      |
| 18                 | Bo Ljungberg        | Suède       | 14.35  | 13.62  | 14.28  |        |        |        | 14.35  |      |
| 19                 | Lennart Andersson   | Suède       | x      | 14.26  | x      |        |        |        | 14.26  |      |
| 20                 | Sam Richardson      | Canada      | 14.21  | x      | x      |        |        |        | 14.21  |      |
| 21                 | Jovan Mikić         | Yougoslavie | 13.71  | 13.45  | 13.90  |        |        |        | 13.90  |      |
| 22                 | Sigurður Sigurðsson | Islande     | 13.55  | 13.58  | 13.14  |        |        |        | 13.58  |      |
| 23                 | Karl Kotratschek    | Autriche    | 12.87  | 13.14  | 13.15  |        |        |        | 13.15  |      |